# Zlatý kompas (film)
Zlatý kompas (v anglickém originále The Golden Compass) je film natočený podle stejnojmenné knihy, která je prvním dílem fantasy série Jeho temné esence britského autora Philipa Pullmana.

## Svět filmu
Zlatý kompas se odehrává ve velice zvláštním světě, který je podobný tomu našemu, ovšem v pár věcech se liší. Má stejné světadíly, jen zde jsou jiné země a království. Každého člověka doprovází jeho Daemon.
Daemoni

Daemon je něco jako vaše spřízněná duše ve zvířecím těle. Každý Daemon patří k jednomu člověku.
Člověka a Daemona spojuje neviditelné pouto, když se člověk od svého Daemona vzdálí příliš daleko, oba dva to až bolí. Pokud Daemon cítí bolest, smutek či jiné pocity, cítí je i člověk, a naopak. Člověk bez Daemona je pouhá troska, zmrzačený, smutný a bez sil. Proto si své Daemony lidé chrání.
Magisterium

Magisterium ovládá svět a snaží se měnit lidské osudy, též diktovat lidské chování. Jeho sídlem je Londýnský mrakodrap "Palác Magisteria".
Hlavní hrdinka - Lyra

Lyře je 12 let a nemá rodiče. Jediný člověk, který jí na světe zůstal, je Lord Asriel, který je věčně kvůli svým výzkumům pryč a daemon Pantalaimon (zkráceně Pant). Později ve filmu Lyra zjišťuje, ze jejím otcem je právě Lord Asriel, který vystupuje jako její strýc - pravděpodobně proto, aby ji chránil. Lyra žije na Jordánské koleji, kde se kamarádí s chlapcem Rogerem. Kolem Jordánské koleje se večer objevují takzvaní "Vrahouni", kteří kradou děti a přesunují je na Bolvangar (výzkumná stanice). Lyra si s Rogerem slíbí, že kdyby jednoho z nich vrahoun unesl, druhý se ho vydá hledat. Později Rogera unesou vrahouni a Lyra se ho vydá hledat a cesta jí zavede až na Svalbard, mezitím se seznámí s medvědím kyrysníkem Yorekem a pozná tajemství výzkumů, které se odehrávají na Bolvangaru...
Alethiometr

Alethiometr je přístroj, který si díky svému překrásnému vzhledu vysloužil název Zlatý kompas. Tento přístroj ukazuje vždy jen pravdu. Ovšem naučit se v něm číst je dost obtížné a některým lidem se to nemusí nikdy podařit. Jeho vynálezcem je Lyřin strýček Lord Asriel. Pro Magisterium je kompas nebezpečný, chtějí totiž tajně ovládnout další území (vesmíry) a zlatý kompas by mohl prozradit nejen to, ale i to, že Magisterium ovlivňuje lidské osudy..

Paní Coultrová

Marisa Coultrová je záhadná a krásná žena, která přijme Lyru za svou asistentku a vezme ji s sebou na daleký sever. Lyra ji velmi obdivuje a má ji ráda, jenomže všechno není zpočátku takové, jak se ze začátku zdá. Lyra v ní brzy odhalí nenáviděného nepřítele, protože paní Coultrová patří k zlé a kruté církvi a stejně tak patří k Vrahounům, kteří unášejí děti.
Will Parry

S Willem se v příběhu setkáváme již v druhém díle trilogie Jeho temné esence. Will, který právě zabil muže, který se mu vloupal do domu, prochází tajným oknem do jiného světa, kde se potkává s dívenkou Lyrou. Lyra mu pomůže najít jeho otce, který se ze zvláštních důvodů ztratil na severu.
Vrahouni

Vrahouni jsou lidi, kteří unášejí děti až do ledových temnot na severu. Provádějí tam s nimi divné pokusy a nikdo přesně neví, co tam s nimi konkrétně dělají. Pro všechny je to veliká záhada. Malá Lyra společně se svými přáteli se vydává pátrat až na daleký sever, hledat ztracené děti a zachránit je od jejich sevření a zjistit to, co s nimi provádějí.

## Kritika a tržby
Film provázejí značné kontroverze, z části založené už samou knižní předlohou. Kniha a následně i film jsou totiž řadou lidí vnímány jako silně protikřesťanská díla, která šíří nenávist vůči křesťanství a zejména katolické církvi a mají za cíl vychovávat děti k ateismu a nepřátelskému postoji k náboženství.
Katolická liga vyzvala k bojkotu tohoto filmu, což minimálně nepřímo podpořila řada dalších náboženských představitelů z mnoha různých církví, když podpořila názor, že film je nepřátelský víře a nevhodný a nebezpečný z hlediska výchovy dětí.
Film navzdory rozpočtu 180 mil. dolarů, reklamě i hvězdnému obsazení, zejména ve Spojených státech výrazně zklamal očekávání. Celosvětově dosáhl tržeb přes 370 mil. dolarů, čímž se řadil v roce 2008 kolem 110. místa historického pořadí filmů podle tržeb. Neúspěch v USA je často přičítán nejen bojkotu ze strany věřících, ale také tomu, že tvůrci filmu jeho nejostřeji protináboženské části oproti předloze poněkud zaobalili a zamlžili, což sice neuklidnilo věřící, ale zato znepřátelilo Pullmana, jeho fanoušky a představitele ateistických organizací, podle kterých tak bylo předloze „vyrváno srdce“. V Česku byl v prosinci 2007 (13. prosince byla česká premiéra) třetím nejnavštěvovanějším filmem, přičemž první dva týdny vedl žebříček návštěvnosti. Celkem jej zde za dobu promítání zhlédlo 136 tis. diváků a utržil 14,2 mil Kč.
Výše zmíněné okolnosti se promítly i do hodnocení recenzentů. Obecně vysoce byla ceněna úroveň vizuálních efektů filmu a případně výkony některých herců, zejména Nicole Kidman, ovšem myšlenkovou a dějovou úroveň filmu podrobila řada recenzentů drtivé kritice s tím, že jde o podívanou bez obsahu, že děj je příliš nahuštěn, že bez znalosti knihy nemá divák šanci se ve filmu zorientovat a že tvůrci filmu naprosto jednoznačně nedokázali zúročit potenciál knihy.

### Ocenění
- Oscar za Vizuální efekty, + nominace za výpravu
- BAFTA za Vizuální efekty
- Satellite Award (5 cen)
- Cena Hugo za nejlepší adaptaci